# Bohdan Bečka

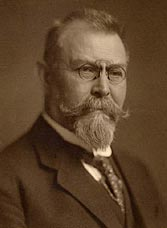
Bohdan Bečka

Bohdan Bečka (* 14. April 1863 in Neveklov; † 26. Juli 1940 in Prag) war ein tschechoslowakischer Volkswirtschaftler, Politiker, Abgeordneter der Nationalversammlung und Finanzminister.

## Leben, politische Karriere
Bohdan Bečka, der vom Beruf her als Bauingenieur und im Bauwesen zuerst – auch als Bauherr – tätig war, war Mitglied der Partei Národní strana svobodomyslná (Freisinnige Nationalpartei), in der er von 1915 bis 1917 stellvertretender Vorsitzender war. Später wechselte er zu der als konservativ geltenden Československá národní demokracie (ČsND, Tschechoslowakische Nationaldemokratie), für die er Abgeordneter und Senator (ab 1925) der tschechoslowakischen Nationalversammlung war: von 1918 bis 1920 in der sogenannten Revolutionären Nationalversammlung, von 1920 bis 1929 in der neugewählten regulären Nationalversammlung.
Am 24. Februar 1923 wurde er zum Finanzminister in der Regierung Antonín Švehla I als Nachfolger des verstorbenen Alois Rašín und blieb es während der ganzen Amtszeit der Regierung bis zum 9. Dezember 1925. Als Finanzminister war er gleichzeitig Vorsitzender des Bankausschusses des Bankamtes beim Finanzministerium. Zum Schwerpunkt seiner Tätigkeit gehörte insbesondere die Sanierung des angeschlagenen Bank- und Kreditwesens in der Tschechoslowakei infolge der Deflationskrise von 1922 bis 1924.